# C/1702 H1
C/1702 H1 (también conocido como «el cometa de 1702») es un cometa descubierto por Maria Winkelmann Kirch  en Roma (Italia) el 20 de abril de 1702.

## Descubrimiento compartido
Bianchini y Maraldi descubrieron el cometa en el cielo de la madrugada del 20 de abril de 1702. El cometa estaba a una corta distancia por encima del horizonte. Comentaron que se asemejaba a una «estrella nebulosa».
Al día siguiente, el 21 de abril de 1702 a la noche, la astrónoma alemana Maria Margarethe Winkelmann-Kirch ―en Berlín (Alemania)― también anotó el descubrimiento, y el 24 de abril lo mismo hizo Philippe de la Hire ―en París (Francia)―.
El 5 de mayo de 1702, Bianchini y Maraldi anotaron la última observación del cometa.
Es de destacar que la astrónoma Maria Margarethe Winkelmann-Kirch fue la primera mujer en descubrir un cometa.

## Órbita
Nicolas Louis de Lacaille (en 1761) y Johann Karl Burckhardt (en 1807) calcularon órbitas parabólicas muy similares para el C/1702 H1.
Se calcula que el 20 de abril de 1702, el cometa C/1702 H1 se encontró a una distancia de 0,0435 UA de la Tierra (unos 6,5 millones de kilómetros).